# Лютовка (Харьковская область)
Лю́товка (укр. Лютівка), село,
Лютовский сельский совет,
Золочевский район,
Харьковская область.
Код КОАТУУ — 6322683501. Население по переписи 2001 года составляет 631 (287/344 м/ж) человек.
Является административным центром Лютовского сельского совета, в который, кроме того, входит посёлок
Возрожденовка.

## Географическое положение
Село Лютовка находится на расстоянии 17 км от Золочева у истоков реки Гайворонка (Грайворонка) на склонах Грайворонской балки и Калинского яра; ниже по течению реки в 3-х км расположено село Широкий Яр.
В селе много запруд (т. н. ставков).
Ближайшая ж.д. станция - Золочев (станция).
Через Лютовку от Александровки на Лемещино проходит автомобильная дорога С-211308.

## История
- Конец XVII века — дата основания[10].

### Основание и население
Точное время возникновения села неизвестно. 1732 год — дата первого упоминания. Поселение возникло в конце XVII века в удобном месте — на пересечении Мурафской (Муравского шляха) и Сумской дорог, у истока реки Казачьей (позднее Грайворонки) — как хутор, затем став крупной слободой.
Село с 1779 года входило в Богодуховское комиссарство Ахтырской провинции Слободской губернии, а затем, после упразднения его, вошло в Богодуховский уезд Харьковской губернии — до 1923 года. Уездными предводителями дворянства часто избирались владельцы Лютовки; последним был граф Николай Клейнмихель (уб. в 1918).
Население «владельческого селения господина генерал-порутчика Ивана Самойловича Хорвата слободы» Лютовки в 1779 году, согласно «Ведомости, исъ какихъ именно городовъ и уездовъ Харьковское наместничество составлено и сколько было въ нихъ душъ на 1779 годъ», было довольно большим и составляло 750 «владельческих подданных» душ (учитывались только мужчины).
Таким образом, Лютовка в том году была шестым по количеству населения населённым пунктом Золочевского уезда без самого Золочева (750 чел.), уступая только местечку Ольшана (2695), слободам Дементьевке (1176) и Лопань (868), селу Удье (973) и селению Должик (811).
Являлось центром Лютовской волости Богодуховского уезда.
Село с 30-х годов 19 века принадлежало, вместе с Александровкой, статс-даме из Петербурга, Клеопатре Хорват (во втором браке — Клейнмихель, 1811—1865), жене строителя Николаевской железной дороги графа Петра Клейнмихеля, но крестьяне её прозывали «Лепатрой».

### Лютовская усадьба Хорватов-Клейнмихелей
В XVIII веке принадлежала знатной фамилии Хорватов, от усадьбы которых в XIX веке сохранились хозяйственные постройки, флигель, мавзолей в дорическом стиле в саду, церковь постройки 1765 года.
В 1809 имение купила капитанша М. А. Желтухина.
В 1834 году её сын построил церковь в стиле классицизма с одним из лучших в губернии иконостасов.
Затем имение выкупила назад статс-дама жена последнего Хорвата, Клеопатра Петровна Клейнмихель. В её доме были интересные интерьеры и мебель из санкт-петербургского дома знаменитого историка Николая Карамзина (старинный кабинет Карамзина), купленный её внуком графом Николаем Клейнмихелем, известным коллекционером, издателем книги «Старинные усадьбы Харьковской губернии». Центром земельных владений Клейнмихелей, расположенных на границе Харьковской и Курской губерний, вначале была Лютовка, а с постройкой Лютовского сахзавода стала Александровка.
Последним владельцем усадьбы (и Лютовского сахарного завода) был граф Николай Клейнмихель, убитый в январе 1918 года.
В настоящий момент усадьба находится в полуразрушенном состоянии, церковь сгорела ещё до революции, липовая аллея, ведущая к дому, практически полностью вырублена.
В 2001 году от остатков усадьбы житель Золочева украл одного из двух мраморного льва (второго жители лютовки спрятали «от греха подальше»).
В 2004 году был разрушен старинный каменный флигель усадьбы.
- Во время Первой русской революции 1905 года местные крестьяне начали возмущение; Николай Клейнмихель вызвал казаков; крестьяне успели разгромить и разграбить экономию в Петровке и частично — в Лютовке.[17]
- В 1913 году предводителем дворянства Богодуховского уезда графом Николаем Клейнмихелем.[17] был построен в Лютовский сахарный завод, находившийся не в Лютовке, а в Александровке[13] (в 2017 году уничтоженный).
- С начала января[10] 1918 года село входит в ДКР; тогда же впервые была установлена советская власть.
- В середине апреля 1918 село было оккупировано австро-германскими войсками II Рейха; затем оно вошло в державу гетмана Скоропадского (до конца ноября 1918).
- В начале января 1919 года была опять установлена советская власть.
- В середине июня 1919 село заняли войска Добровольческой армии Вооружённых сил Юга России под командованием В. Май-Маевского и оно вошло в состав Харьковской области ВСЮР.
- В середине декабря 1919 село заняли войска РККА и оно вошло в УССР.
- В 1928 году в селе была основана парторганизация КП(б)У.[10]
- В начале 1930-х годов товарищество совместной обработки земли стало совхозом «Пролетарский».[18]
- На карте-километровке РККА 1941 года[18] два рядом находившихся совхоза — Возрожденский[18] и Пролетарский[18]- названы правильно, но перепутаны местами. Согласно «Истории городов и сёл УССР»,[19] Пролетарский совхоз находился в Лютовке — в части села, ближайшей[18] к Возрожденовке.
- В 1940 году, перед ВОВ, в Лютовке было 412 дворов, мукомольный завод и сельсовет.[1]

### Великая Отечественная война
В ходе Великой Отечественной войны с конца октября 1941 по февраль 1943 и с марта по начало августа 1943 село находилось под оккупацией армией нацистской Германии, во время которой Пролетарский колхоз и много жилых домов были разрушены, а несколько десятков жителей села, в основном молодёжи, вывезены на работы в Германию.
Несколько раз через село прокатывался фронт (в 1941 и три раза в 1943).
Село окончательно освобождено от гитлеровцев после победы в Курской битве во время Белгородско-Харьковской наступательной операции при наступлении Советской армии на Богодухов в начале августа 1943 года.
В годы войны 515 жителей села воевали на фронтах в рядах Советской армии; из них погибли минимум 134 воина; 113 из них были награждены боевыми орденами и медалями СССР.
До сих пор в окрестностях находят боеприпасы. Последний, неразорвавшуюся мину, нашли дети 17 июля 2008 года. Мина была подорвана сапёрами.

### Послевоенное время
В 1960 Лютовский колхоз «Пролетарский» стал филиалом (Пролетарским отделением) крупного Конгрессовского свеклосовхоза-«миллионера» (укр. Конгресiвський бурякорадгосп) имени Н. К. Крупской Конгрессовского сахарного комбината, специализировавшегося на сахарной свёкле; центральная усадьба которого была расположена в соседней Александровке.
Пролетарское отделение имело 1865 га земли, в том числе 1275 пахотной.. В Лютовке также располагались сельскохозяйственные мастерские Конгрессовского сахкомбината.
В 1966 году численность населения составляла 1255 человек; в селе действовали отделение свеклосовхоза «Конгрессовский», кирпичный завод (в Цаповке), восьмилетняя школа, библиотека и стационарная больница.
В 1975 году население составило 1368 человек; в селе было 489 дворов; работали Пролетарское отделение Конгрессовского сахкомбината, которое имело 2 300 га земли, в том числе 2200 га пахотной; восьмилетняя школа с 126 учащимися; клуб с залом на 150 мест; две библиотеки с фондом 9 800 книг; больница на 50 коек.

## Экономика
- Молочно-товарная ферма (ликвидирована), машинно-тракторные мастерские (ликвидированы).

## Объекты социальной сферы
- Школа.

## Достопримечательности
- Братская могила советских воинов.
- В Лютовке находятся семь больших и маленьких прудов, т. н. ставков. Пять прудов образуют каскад, который был построен при Хорватах-Клейнмихелях. В одном из них водится редкая рыба вьюн.
- Усадьба Клейнмихелей. Построена в 18 веке.

## Фотографии
- В каком состоянии находится сейчас дворец
- Андрей Парамонов. Усадьбы плачут